# GeForce

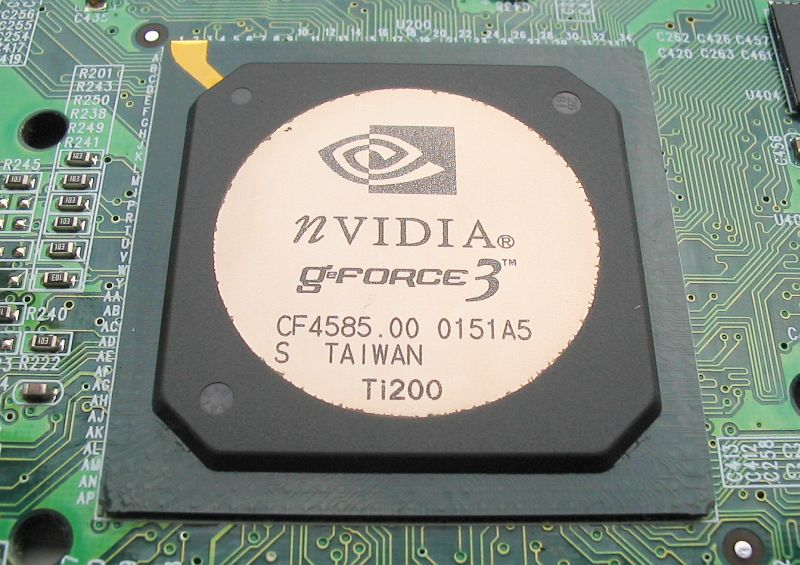
De GeForce 3

GeForce is de naam voor een serie van grafische processors van NVIDIA.
De eerste kaarten waren gericht naar gamers met een groot budget, maar later werden er kaarten op de markt gebracht voor elk budget, zowel low-end als high-end. De grootste concurrent van Nvidia's GeForce-serie is AMD's Radeon-serie. 
De naam GeForce is er gekomen door een wedstrijd. Men liet het publiek beslissen hoe men de opvolger van de RIVA TNT2 (de voorganger van de GeForce 256) zou noemen. Naast videokaarten, zijn er ook nForce-moederborden en spelconsoles zoals de Xbox van Microsoft en de PlayStation 3 van Sony die GeForce-GPU's gebruiken. De GeForce-kaarten zijn sinds 1999 te verkrijgen. 

## Toepassingen

### Desktop
Er zijn ondertussen 18 generaties GeForce-GPU's verschenen: 
De GeForce 256 kwam op 31 augustus 1999 als eerste uit. Dit was de eerste GPU (graphics processing unit). Deze leverde 15M polygonen/sec. en 480M pixels/sec. Hierna volgden nog de GeForce 2, 3, 4(MX / Ti),5 (FX) en de series GeForce 6, 7, 8, 9, 100, 200, 300, 400, 500, 600, 700, 800 (enkel mobiel), 900, 1000 en in juli 2019 zijn de 1600 en de 2000 bekendgemaakt.

### Notebook
Voor notebooks bestaan de series GeForce Go 6 t/m 9 en GeForce 100M, 200M, 300M, 400M, 500M, 600M, 700M, 800M, 900M en nu ook de 1000. De M als achtervoegsel is weggehaald omdat NVIDIA claimt dat hun notebook GPU's tegenwoordig min of meer gelijkwaardig zijn aan hun desktop-varianten.

## Geschiedenis

### GeForce-tijdperk
De GeForce 256 (NV10) werd op de markt gebracht op 31 augustus 1999. Het was de eerste grafische kaart die hardware transformations & lighting (T&L), bump-mapping en shading kon weergeven. De kaart werkte met een snelheid van 120 MHz en werd geïmplementeerd samen met advanced video acceleration, motion compensation, hardware sub picture alpha blending en four-pixel pipelines. De eerste kaarten werden geproduceerd met SDRAM-geheugen. Later werd er overgeschakeld naar het snellere DDR-geheugen. Hierdoor was dit de kaart met de beste prestatie.
In de zomer van 2000 werd de GeForce 2 (NV15) gelanceerd.
Door de productie van de GeForce GTS had Nvidia al enorm veel ervaring met grafische chipsets. Hierdoor waren ze in staat de kloksnelheden te optimaliseren. Uiteindelijk werd de GTS op de markt gebracht met een kloksnelheid van 200 MHz, een stijging van 80 MHz tegenover de GeForce 256. Ook de kloksnelheid van het geheugen werd opgedreven van 150 MHz naar 166 MHz. De pixel fill rate werd bijna verdubbeld en de texel fill rate werd bijna verviervoudigd door het gebruik van multi-texturing voor elke pixel-pipeline. In de herfst van 2000 werd de GTS geproduceerd met een kloksnelheid van 250 MHz en 200 MHz voor het geheugen.
Niet veel later kwam Nvidia op de proppen met de GeForce 2 MX voor gebruikers met een kleiner budget. De kloksnelheid was 175 MHz (later opgedreven tot 200 MHz) en had 2 pipelines minder. Dit is waarschijnlijk de meest succesvolle grafische kaart aller tijden door de sterke prestatie voor een lage prijs.
Het succes van de GeForce ging ten koste van de  Voodoo-reeks van 3dfx. 3dfx ging failliet en werd overgenomen door NVidia.
Nvidia haalde het contract voor de grafische hardware voor de Xbox binnen voor $200 miljoen. De grafische chip voor de Xbox was een aangepaste versie van de nieuwe generatie architectuur, de NV2x. In februari 2001 kwam de pc-variant op de markt: de GeForce 3 (NV20). Dit was de eerste kaart die de nieuwe mogelijkheden van DirectX 8 ondersteunde.
In februari 2002 werd de GeForce 4 (NV25) geïntroduceerd. De enige verschillen met de GeForce 3 zijn de hogere core- en geheugenkloksnelheden en verbeterde ondersteuning voor DirectX 8.

### Terugval
Bij het ontwikkelen van de nieuwe generatie chipset was een deel van Nvidia's ingenieurs fulltime bezig met het ontwikkelen van de hardware voor de Xbox van Microsoft en andere projecten. De productiekosten voor de Xbox-chips daalden naarmate de procestechnologie verbeterde. Microsoft besefte dit en wilde voor een nieuw contract onderhandelen. Toen Nvidia weigerde, was dit het einde van een goede samenwerking. Microsoft hield geen rekening met Nvidia bij de ontwikkeling van DirectX 9, in het voordeel van ATI. Bijgevolg voldeed de Radeon 9700 perfect aan de eisen van DirectX 9. Color support was gelimiteerd tot 24-bits floating point en shader performance werd benadrukt tijdens de ontwikkeling. Dit was immers de belangrijkste eigenschap van de nieuwe DirectX.
De GeForce FX (NV30) werd gelanceerd in november 2002. Er waren twee versies: één met 16 bit- en één met 32 bit-floating-pointmodus. De gebruiker moest kiezen tussen een mindere visuele kwaliteit of een tragere prestatie. De shader performance was amper half zo sterk als die van de ATI-producten. Meer en meer games maakten gebruik van DirectX 9, waardoor de slechte kwaliteit van de FX-kaarten nog duidelijker werd. Er was slechts één uitzondering op die regel: de GeForce FX 5700, die veel te laat op de markt kwam.
Nvidia probeerde zich met alle mogelijke middelen uit zijn benarde positie te bevrijden. Er werden optimalisaties gestoken in de nieuwe Detonators (nu ForceWare), de drivers voor de GeForce-kaarten. Een deel kwam de prestatie ten goede, maar een ander deel zorgde ervoor dat benchmarks een misleidende score weergaven, in het voordeel van Nvidia. Het was vaak het ATI-driverontwikkelingsteam dat achter deze artikelen zat. Later uitgebrachte drivers waren beter, maar de shader performance bleef zwak. Uiteindelijk is er toch een nieuwe samenwerking met Microsoft gekomen voor de ontwikkeling van een nieuwe versie van DirectX, in het voordeel van de GeForce FX-kaarten.
De GeForce FX-kaarten verbruikten dubbel zoveel als hun ATI-tegenhangers. De GeForce FX 5800 werd zelfs bekend door zijn luide koeling. Nvidia was gedwongen deze te vervangen, wat zorgde voor hogere productiekosten. Dit maakte de winstmarge nog kleiner.
Door de zwakke GeForce FX 5xxx reeks verloor Nvidia destijds zijn marktpositie aan ATI.

### Strijd om prestatie
Nvidia leerde uit zijn fouten en begon een nieuwe strijd om de koppositie door de grootste problemen van de FX-reeks aan de pakken: shader performance en energieverbruik. De GeForce 6 (NV40)-reeks werd op de markt gebracht in april 2004.
Nvidia was meer vastberaden dan ooit tevoren om grafische kaarten te produceren die aan de eisen voldeden.
De GeForce 7 (NV47/G70), gelanceerd in juni 2005, heeft 24-pixel pipelines en voor het eerst sinds de Radeon 9700 nam Nvidia de koppositie weer over. Door een snellere distributie dan ATI werd dit enkel nog versterkt.
De GeForce 8 (G80)-reeks is gelanceerd in november 2006 en is de eerste generatie grafische kaarten met de nieuwe Nvidia-architectuur. Het is ook de eerste Nvidia-GPU die de nieuwe DirectX 10 ondersteunt (Windows Vista).
De GeForce 8800 Ultra is een videokaart gebaseerd op de G80-chip. Voor deze kaart is een PCI-E 16x-sleuf nodig.
Deze  High-End-kaart beschikt over 768MB 384bit GDDR3-geheugen, en 128 shader units. Deze kaart beschikt over Shader Model 4.0 en ondersteunt DirectX 10. Dit was de eerste Geforce-reeks waarin shader model 4.0 werd ondersteund. De Geforce 8xxx-reeks is nooit in AGP (Accelerated Graphics Port)-variant uitgekomen, omdat deze kaarten veel stroom verbruiken en veel processorsnelheid vergen en op AGP gebaseerde moederborden kunnen dat doorgaans niet aan.
Nvidia kwam met de nieuwe G92-chips die o.a gebruikt werd bij de Geforce 8800GT en later de nieuwe 8800GTS omdat de 8800GT met de G92-chip de oude 8800GTS voorbijstreefde. Nvidia heeft dezelfde G92 ook in de nieuwe '9 series' gebruikt. Later werd deze G92 gewijzigd (van 65 nm naar 55 nm) en werd zo de G92b-chip genoemd. Deze chip wordt ook gebruikt in de huidige Geforce GTS 250-reeks.
Nvidia ontwikkelde een nieuwe chip om de prestatietroon in handen te houden, namelijk de GT200. Deze chip werd gebruikt bij de GTX260/GTX280, de GTX275 en de GTX 285 videokaarten. De GTX295 maakte gebruik van twee van deze chips met een interne SLi verbinding.
De GTX260, die bij het uitkomen uitgerust was met 192 stream processors, is later uitgebracht met 216 stream-processors om het van de 4870-kaart van concurrent ATI te kunnen winnen. Veel gamers en websites klaagden erover dat de prestaties van de GTX260 in veel gevallen lager was dan de 4870, terwijl de kaart van NVIDIA vaak het duurste was. Na deze update en een prijsverlaging, is de GTX260 niet alleen in veel gevallen goedkoper geworden dan de 4870, ook is het in veel gevallen de snellere kaart.
In 2010 kondigde Nvidia aan dat de GeForce GTX 470 en GTX 480 de eerste nVidia-kaarten zouden zijn die gebruikmaken van de nieuwe Fermi-architectuur en DirectX 11 ondersteunen. De chip bevat onder andere 448 stream-processors en maakt gebruik van GDDR5-geheugen over een 320 of 384 bits-bus.
In september 2014 introduceerde Nvidia de GeForce GTX 970 en Geforce GTX 980 die in benchmarks de concurrentie van ATI achter zich liet. Door de sterke prestaties moest ATI noodgedwongen de prijzen van haar grafische kaarten verlagen. Daarmee heeft Nvidia de laatste slag gewonnen.

## SLI
SLI (Scalable Link Interface) maakt het mogelijk om 2, 3 of 4 gelijke Nvidia-kaarten met elkaar te verbinden om een theoretische verdubbeling of verdrievoudiging van de prestatie te verkrijgen. In de praktijk is dit echter niet het geval en hangt de prestatiewinst vooral van de gebruikte 3D-engine af. De techniek werd voor het eerst gebruikt door 3dfx in 1998 om 2 Voodoo-2-kaarten met elkaar te verbinden. Pas in 2004 werd de techniek geherintroduceerd om het in moderne computersystemen gebaseerd op PCI Express te gebruiken.
SLI is de tegenhanger van ATI’s Crossfire.

## Mobile
Sinds de GeForce 6 series-reeks worden er ook chipsets gemaakt voor notebooks onder naam de GeForce Go. Tegenwoordig voegt NVIDIA de letter "m" (mobile) achter een bepaald type om aan te geven dat het om een notebook-variant gaat. Deze mobiele chips lijken zeer sterk op hun desktoptegenhangers, alleen zijn deze aangepast om minder stroom te gebruiken en minder warm te worden in een compacte behuizing. Minder stream-processors, lagere kloksnelheden en een kleinere memory-interface zijn de wijzigingen die dan worden doorgevoerd. Dit zorgt over het algemeen wel voor lagere prestaties dan bij de desktop-varianten uit dezelfde serie. Door de high-endkaarten voor notebooks die tegenwoordig in (vaak dure) laptops worden gebruikt, is serieus gamen een optie geworden. 
Huidige notebookvideokaarten zijn soms zelfs te vergelijken met de high-endserie van een aantal generaties kaarten terug.